# Vörden (Marienmünster)
Vörden is een plaats in de Duitse gemeente Marienmünster, deelstaat Noordrijn-Westfalen, en telt 1393 inwoners (2008-01).